# NGC 4415
NGC 4415 ist eine linsenförmige Zwerggalaxie vom Hubble-Typ S0/a im Sternbild Jungfrau an der Ekliptik. Sie ist schätzungsweise 38 Millionen Lichtjahre von der Milchstraße entfernt und hat einen Durchmesser von etwa 20.000 Lj. Unter der Katalognummer VCC 929 ist sie als Mitglied des Virgo-Galaxienhaufens aufgeführt. 

Im selben Himmelsareal befinden sich u. a. die Galaxien NGC 4410, NGC 4411, NGC 4416, NGC 4434.
Das Objekt wurde am 28. Dezember 1785 von Wilhelm Herschel entdeckt.